# Souilhanels
Souilhanels  est une commune française située dans le nord-ouest du département de l'Aude, en région Occitanie.
Sur le plan historique et culturel, la commune fait partie du Lauragais, l'ancien « Pays de Cocagne », lié à la fois à la culture du pastel et à l’abondance des productions, et de « grenier à blé du Languedoc ». Exposée à un climat méditerranéen, elle est drainée par le Fresquel, le ruisseau de Puginier, le ruisseau de Soupex.
Souilhanels est une commune rurale qui compte 356 habitants en 2022, après avoir connu une forte hausse de la population depuis 1975. Elle fait partie de l'aire d'attraction de Castelnaudary. Ses habitants sont appelés les Souilhanelois et Souilhaneloises.

## Géographie
- 1Carte dynamique
- 2Carte OpenStreetMap
- 3Carte topographique
- 4Carte avec les communes environnantes

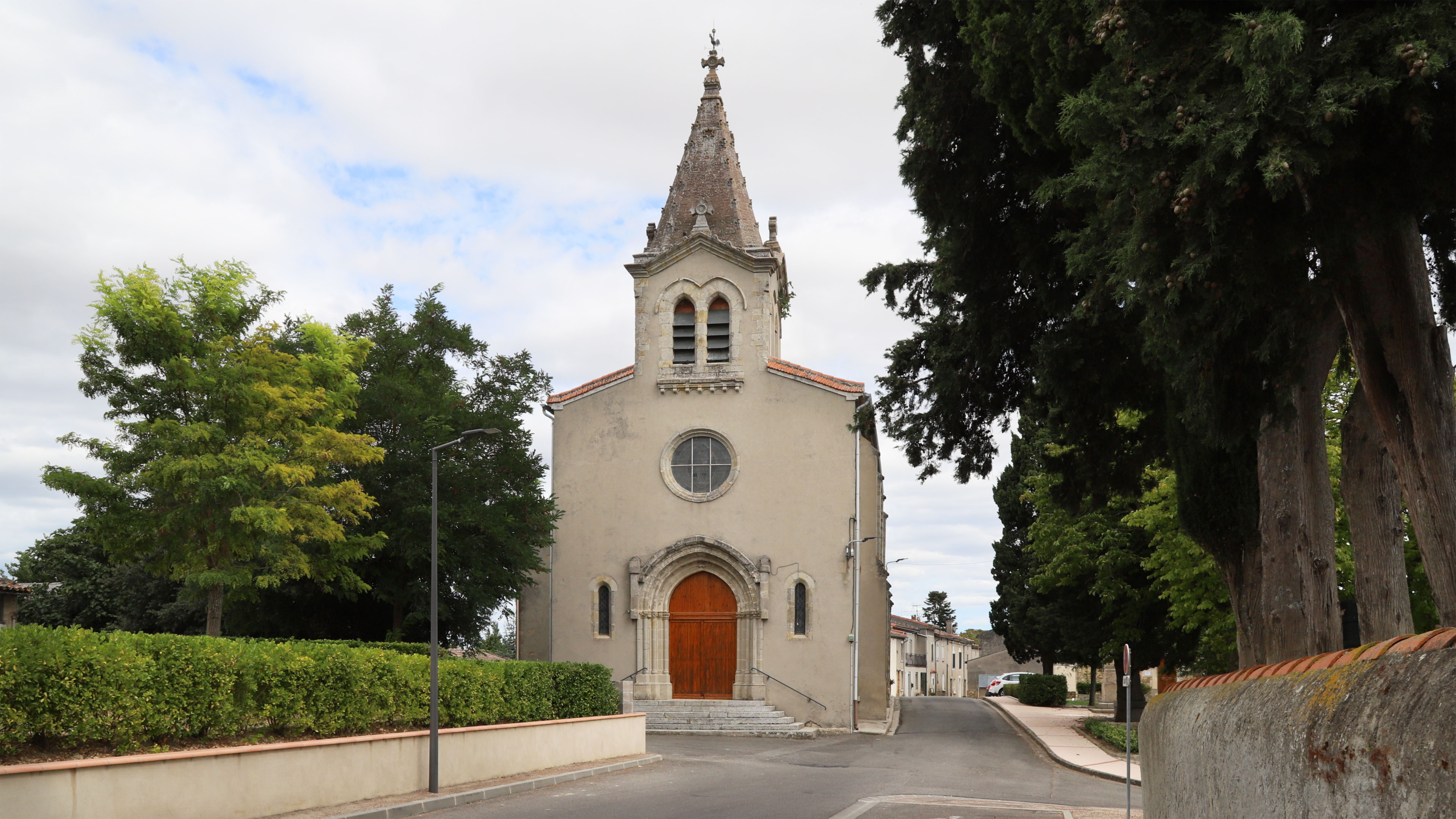
L'église de Souilhanels

Commune de l'aire urbaine de Castelnaudary située dans le Lauragais sur le Fresquel.

### Communes limitrophes
Les communes limitrophes sont  Castelnaudary, Ricaud, Souilhe et Soupex.
| Soupex | Souilhe     |               |
|        | Souilhanels |               |
| Ricaud |             | Castelnaudary |

### Hydrographie
La commune est dans la région hydrographique « Côtiers méditerranéens », au sein du bassin hydrographique Rhône-Méditerranée-Corse. Elle est drainée par le Fresquel, le ruisseau de Puginier et le ruisseau de Soupex, qui constituent un réseau hydrographique de 2 km de longueur totale,.
Le Fresquel, d'une longueur totale de 63 km, prend sa source dans la commune de Baraigne et s'écoule d'ouest en est. Il traverse la commune et se jette dans l'Aude à Carcassonne, après avoir traversé 22 communes.
Le ruisseau de Puginier, d'une longueur totale de 11,4 km, prend sa source dans la commune de La Pomarède et s'écoule vers l'ouest puis se réoriente au sud. Il traverse la commune et se jette dans le Fresquel sur le territoire communal, après avoir traversé 4 communes.
Le ruisseau de Soupex, d'une longueur totale de 11,1 km, prend sa source dans la commune de Saint-Félix-Lauragais et s'écoule vers le sud. Il traverse la commune et se jette dans le Fresquel sur le territoire communal, après avoir traversé 5 communes.

### Climat
Pour des articles plus généraux, voir Climat de l'Occitanie et Climat de l'Aude.
En 2010, le climat de la commune est de type climat du Bassin du Sud-Ouest, selon une étude s'appuyant sur une série de données couvrant la période 1971-2000. En 2020, Météo-France publie une typologie des climats de la France métropolitaine dans laquelle la commune est exposée à un climat océanique altéré et est dans la région climatique Aquitaine, Gascogne, caractérisée par une pluviométrie abondante au printemps, modérée en automne, un faible ensoleillement au printemps, un été chaud (19,5 °C), des vents faibles, des brouillards fréquents en automne et en hiver et des orages fréquents en été (15 à 20 jours).
Pour la période 1971-2000, la température annuelle moyenne est de 13,4 °C, avec une amplitude thermique annuelle de 16 °C. Le cumul annuel moyen de précipitations est de 673 mm, avec 9,5 jours de précipitations en janvier et 5,1 jours en juillet. Pour la période 1991-2020, la température moyenne annuelle observée sur la station météorologique la plus proche, située sur la commune de Castelnaudary à 5 km à vol d'oiseau, est de 14,1 °C et le cumul annuel moyen de précipitations est de 707,4 mm,. Pour l'avenir, les paramètres climatiques de la commune estimés pour 2050 selon différents scénarios d’émission de gaz à effet de serre sont consultables sur un site dédié publié par Météo-France en novembre 2022.

### Milieux naturels et biodiversité
Aucun espace naturel présentant un intérêt patrimonial n'est recensé sur la commune dans l'inventaire national du patrimoine naturel,,.

## Urbanisme

### Typologie
Au 1er janvier 2024, Souilhanels est catégorisée commune rurale à habitat dispersé, selon la nouvelle grille communale de densité à 7 niveaux définie par l'Insee en 2022.
Elle est située hors unité urbaine. Par ailleurs la commune fait partie de l'aire d'attraction de Castelnaudary, dont elle est une commune de la couronne,. Cette aire, qui regroupe 34 communes, est catégorisée dans les aires de moins de 50 000 habitants,.

### Occupation des sols
L'occupation des sols de la commune, telle qu'elle ressort de la base de données européenne d’occupation biophysique des sols Corine Land Cover (CLC), est marquée par l'importance des territoires agricoles (88,2 % en 2018), en diminution par rapport à 1990 (100 %). La répartition détaillée en 2018 est la suivante : 
terres arables (88,2 %), zones urbanisées (11,8 %). L'évolution de l’occupation des sols de la commune et de ses infrastructures peut être observée sur les différentes représentations cartographiques du territoire : la carte de Cassini (XVIIIe siècle), la carte d'état-major (1820-1866) et les cartes ou photos aériennes de l'IGN pour la période actuelle (1950 à aujourd'hui).

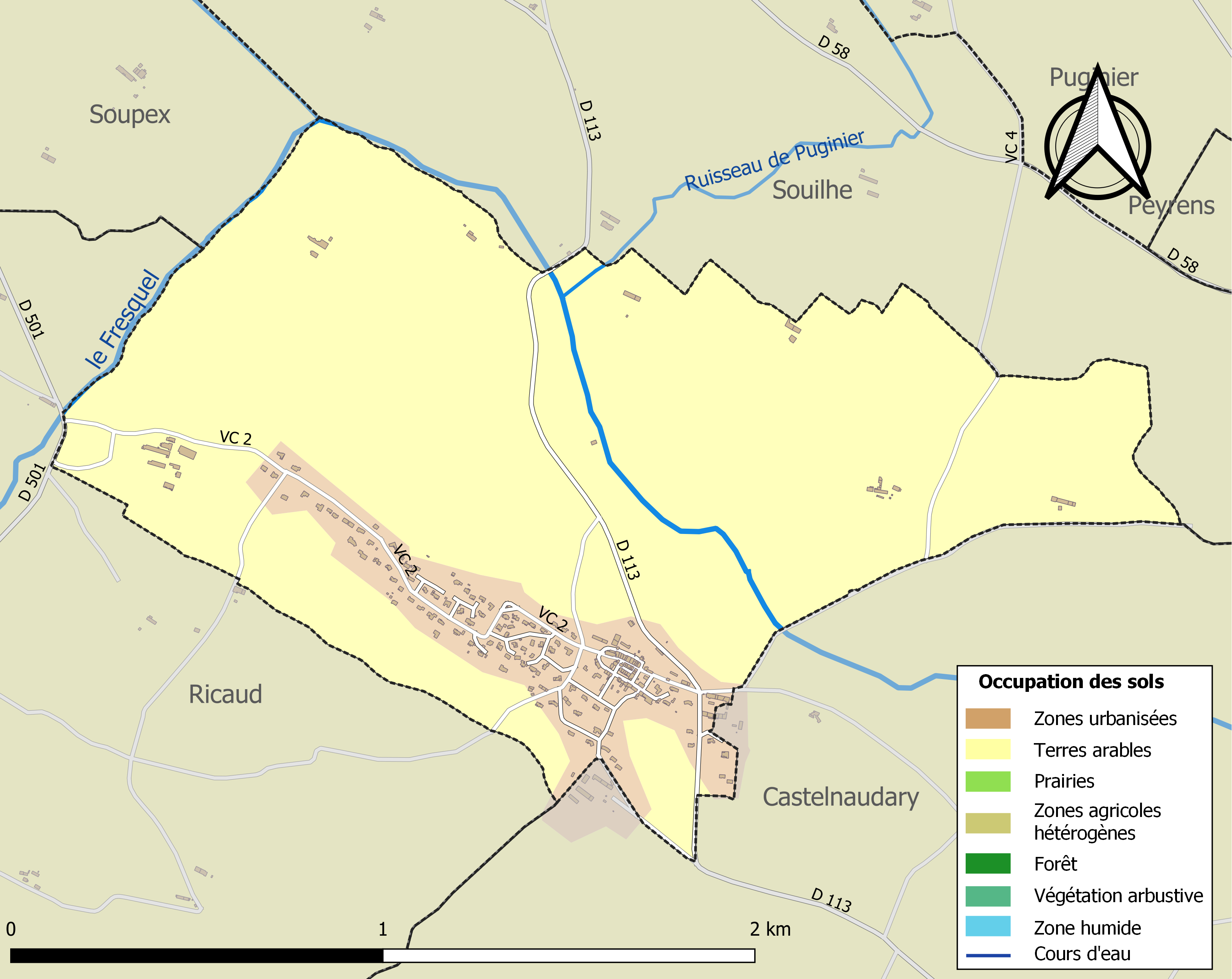
Carte des infrastructures et de l'occupation des sols de la commune en 2018 (CLC).

### Risques majeurs
Le territoire de la commune de Souilhanels est vulnérable à différents aléas naturels : météorologiques (tempête, orage, neige, grand froid, canicule ou sécheresse) et séisme (sismicité très faible). Il est également exposé à un risque technologique,  le transport de matières dangereuses. Un site publié par le BRGM permet d'évaluer simplement et rapidement les risques d'un bien localisé soit par son adresse soit par le numéro de sa parcelle.

#### Risques naturels

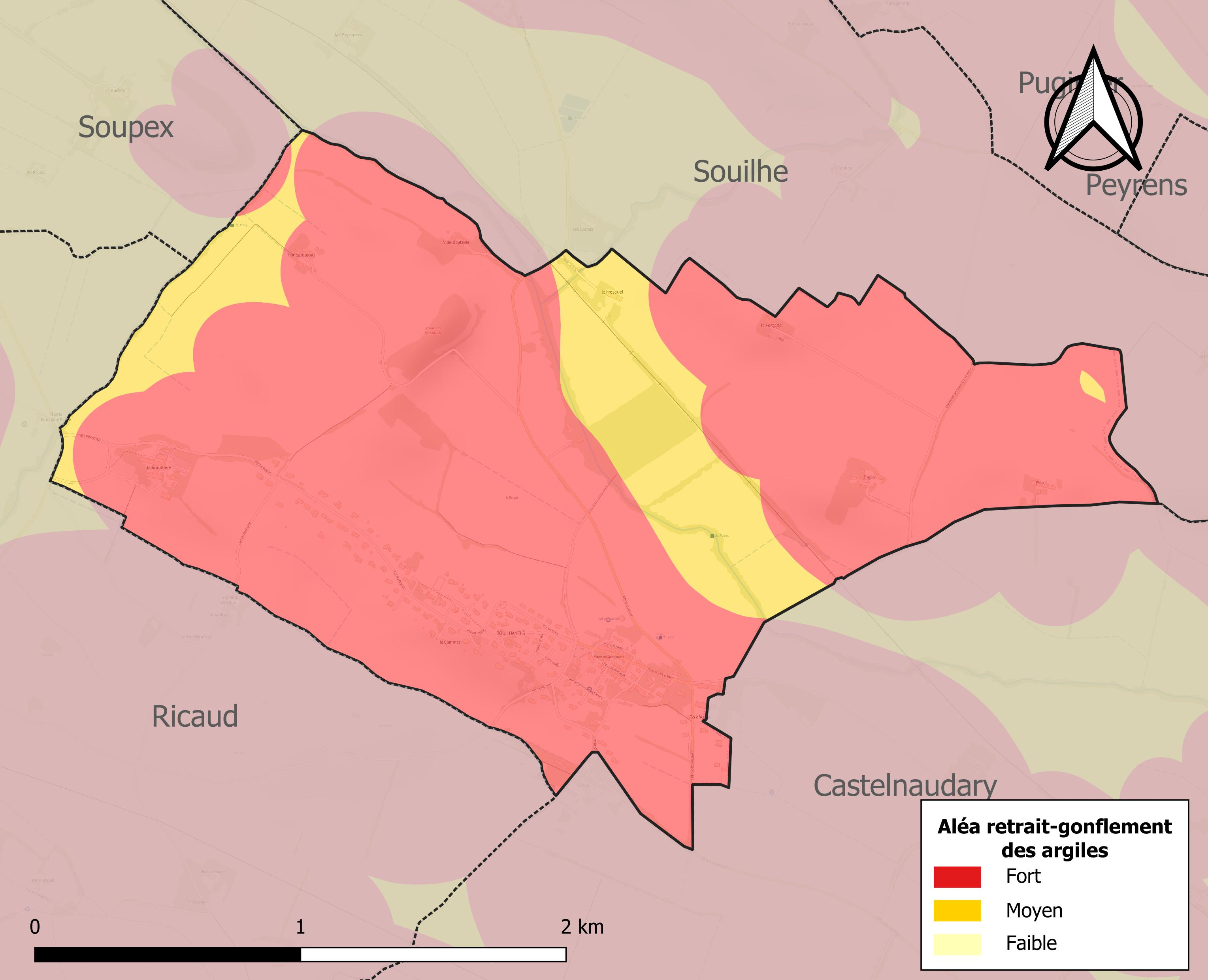
Carte des zones d'aléa retrait-gonflement des sols argileux de Souilhanels.

Le retrait-gonflement des sols argileux est susceptible d'engendrer des dommages importants aux bâtiments en cas d’alternance de périodes de sécheresse et de pluie. La totalité de la commune est en aléa moyen ou fort (75,2 % au niveau départemental et 48,5 % au niveau national). Sur les 159 bâtiments dénombrés sur la commune en 2019, 159 sont en aléa moyen ou fort, soit 100 %, à comparer aux 94 % au niveau départemental et 54 % au niveau national. Une cartographie de l'exposition du territoire national au retrait gonflement des sols argileux est disponible sur le site du BRGM,.

#### Risques technologiques
Le risque de transport de matières dangereuses sur la commune est lié à sa traversée par une infrastructure ferroviaire. Un accident se produisant sur de telles infrastructures est en effet susceptible d’avoir des effets graves au bâti ou aux personnes jusqu’à 350 m, selon la nature du matériau transporté. Des dispositions d’urbanisme peuvent être préconisées en conséquence.

## Politique et administration

### Liste des maires
| Période                                  | Période  | Identité        | Étiquette | Qualité                    |
| ---------------------------------------- | -------- | --------------- | --------- | -------------------------- |
| mars 2001                                | 2008     | Georges Gouttes |           |                            |
| mars 2008                                | En cours | Étienne Crespy  | SE        | Retraité Fonction publique |
| Les données manquantes sont à compléter. |          |                 |           |                            |

## Démographie
| 1793 | 1800 | 1806 | 1821 | 1831 | 1836 | 1841 | 1846 | 1851 |
| ---- | ---- | ---- | ---- | ---- | ---- | ---- | ---- | ---- |
| 209  | 243  | 247  | 238  | 243  | 241  | 259  | 249  | 260  |

| 1856 | 1861 | 1866 | 1872 | 1876 | 1881 | 1886 | 1891 | 1896 |
| ---- | ---- | ---- | ---- | ---- | ---- | ---- | ---- | ---- |
| 268  | 267  | 242  | 227  | 189  | 177  | 204  | 188  | 170  |

| 1901 | 1906 | 1911 | 1921 | 1926 | 1931 | 1936 | 1946 | 1954 |
| ---- | ---- | ---- | ---- | ---- | ---- | ---- | ---- | ---- |
| 145  | 143  | 139  | 138  | 121  | 106  | 114  | 158  | 246  |

| 1962 | 1968 | 1975 | 1982 | 1990 | 1999 | 2006 | 2008 | 2013 |
| ---- | ---- | ---- | ---- | ---- | ---- | ---- | ---- | ---- |
| 136  | 147  | 103  | 132  | 197  | 253  | 368  | 383  | 373  |

| 2018 | 2022 | - | - | - | - | - | - | - |
| ---- | ---- | - | - | - | - | - | - | - |
| 364  | 356  | - | - | - | - | - | - | - |

## Économie

### Revenus
En 2018  (données Insee publiées en septembre 2021), la commune compte 142 ménages fiscaux, regroupant 345 personnes. La médiane du revenu disponible par unité de consommation est de 22 950 € (19 240 € dans le département).

### Emploi
| Division       | 2008   | 2013   | 2018   |
| -------------- | ------ | ------ | ------ |
| Commune        | 4,7 %  | 6,6 %  | 7,8 %  |
| Département    | 10,2 % | 12,8 % | 12,6 % |
| France entière | 8,3 %  | 10 %   | 10 %   |

En 2018, la population âgée de 15 à 64 ans s'élève à 258 personnes, parmi lesquelles on compte 75,2 % d'actifs (67,4 % ayant un emploi et 7,8 % de chômeurs) et 24,8 % d'inactifs,. Depuis 2008, le taux de chômage communal (au sens du recensement) des 15-64 ans est inférieur à celui de la France et du département.
La commune fait partie de la couronne de l'aire d'attraction de Castelnaudary, du fait qu'au moins 15 % des actifs travaillent dans le pôle,. Elle compte 79 emplois en 2018, contre 98 en 2013 et 91 en 2008. Le nombre d'actifs ayant un emploi résidant dans la commune est de 175, soit un indicateur de concentration d'emploi de 45,2 % et un taux d'activité parmi les 15 ans ou plus de 61,1 %.
Sur ces 175 actifs de 15 ans ou plus ayant un emploi, 12 travaillent dans la commune, soit 7 % des habitants. Pour se rendre au travail, 92,6 % des habitants utilisent un véhicule personnel ou de fonction à quatre roues, 2,9 % les transports en commun, 2,8 % s'y rendent en deux-roues, à vélo ou à pied et 1,7 % n'ont pas besoin de transport (travail au domicile).

### Activités hors agriculture
17 établissements sont implantés  à Souilhanels au 31 décembre 2019.
Le secteur du commerce de gros et de détail, des transports, de l'hébergement et de la restauration est prépondérant sur la commune puisqu'il représente 29,4 % du nombre total d'établissements de la commune (5 sur les 17 entreprises implantées  à Souilhanels), contre 32,3 % au niveau départemental.

### Agriculture
|               | 1988 | 2000 | 2010 | 2020 |
| ------------- | ---- | ---- | ---- | ---- |
| Exploitations | 8    | 6    | 3    | 3    |
| SAU (ha)      | 313  | 131  | 117  | 132  |

La commune est dans le Lauragais, une petite région agricole occupant le nord-ouest du département de l'Aude,. En 2020, l'orientation technico-économique de l'agriculture  sur la commune est la culture de céréales et/ou d'oléoprotéagineuses. Trois exploitations agricoles ayant leur siège dans la commune sont dénombrées lors du recensement agricole de 2020 (huit en 1988). La superficie agricole utilisée est de 132 ha,,.

## Culture locale et patrimoine

### Lieux et monuments
Dans la commune de Souilhanels se situe le centre de formation La Rouatière.
Souilhanels est la tête d'un alignement de repères géodésiques qui relient le village à Perpignan et qui date des temps immémoriaux. Voici quelques repères principaux de cet alignement qui servait probablement à la communication par signaux à feux. Pexiora, Montréal, Mont Naut, Montclar, Saint Hilaire, le Col de Paradis, le Milobre de Bouisse (qui est visible de Souilhanels avec de puissantes jumelles), et ainsi de suite jusqu’à Perpignan. Il existe plus de trente lieux, même des dolmens ce qui établit son antiquité.
- Église de l'Assomption de Souilhanels.